# Мала Варниця
Мала Варниця (словен. Mala Varnica) — поселення в общині Видем, Подравський регіон‎, Словенія.